# Рівняння передачі Фрііса
Рівняння передачі сигналу Фрііса використовується в телекомунікаційній техніці, і розраховує для ідеальних умов потужність отриманого сигналу однією антеною, що надходить від іншої антени віднесеної на деяку відстань, і яка передає сигнал відомої потужності. Формула була отримана в 1945 американським радіо інженером датського походження Харальдом Т. Фріісом при роботі в компанії Bell Labs, яку опублікували згодом в 1946.

## Базова форма рівняння
В самому простому вигляді, рівняння передачі Фрііса є наступним. Дано дві антени, співвідношення потужності доступної на вході приймаючої антени, {\displaystyle P_{r}}, до вихідної потужності антени, що передає сигнал, {\displaystyle P_{t}}, задається як
{\displaystyle {\frac {P_{r}}{P_{t}}}=G_{t}G_{r}\left({\frac {\lambda }{4\pi R}}\right)^{2}}
де {\displaystyle G_{t}} і {\displaystyle G_{r}} це коефіцієнти посилення антен (по відношенню до ізотропного випромінювача), що передає і приймає відповідно, {\displaystyle \lambda } це довжина хвилі, а {\displaystyle R} це відстань між антенами. Обернений третій множник є так називаним згасанням у вільному просторі. Для використання рівняння в тому вигляді як воно написане, коефіцієнти підсилення антени не повинні задаватися в децибелах, а одиниці вимірювання довжини хвилі і відстані повинні бути однаковими. Якщо підсилення задається в одиницях вимірювання дБ, рівняння буде змінено до наступного вигляду:
{\displaystyle P_{r}=P_{t}+G_{t}+G_{r}+20\log _{10}\left({\frac {\lambda }{4\pi R}}\right)} (Підсилення задається в дБ, а потужність має одиниці вимірювання дБм або dBW)
Крім звичайного виведення формули із теорії антен, базове рівняння також можна отримати із принципів радіометрії і скалярного заломлення, і таким чином воно підкреслює розуміння фізичного змісту.
Проста форма застосовується лише при наступних ідеальних умовах:
- {\displaystyle R\gg \lambda } (означає що {\displaystyle R} набагато більше за {\displaystyle \lambda }). Якщо {\displaystyle R<\lambda }, тоді рівняння б дало фізично неможливий результат в якому отримана потужність набагато більша ніж вихідна, що було б порушенням закону збереження енергії.
- Антени знаходяться в вільному просторі без перешкод, без багатопроменевого поширення[en].
- {\displaystyle P_{r}} розуміється як потужність в клемах антени, що приймає сигнал. Існують втрати при передачі через кабель від антени до з'єднання.  Крім того, потужність на виході антени буде повністю передаватися в лінію передачі лише тоді, коли антена і лінія передачі повністю узгоджені (див. Узгодження імпедансів).
- {\displaystyle P_{t}} розуміють як потужність доставлену до антени, що передає. Існують втрати які відбуваються через кабель, що проходить від антени до роз'ємів. Крім того, потужність на вході антени буле лише тоді повністю передаватися в вільний простір коли антена і лінія передачі повністю спряжено узгоджені (англ. conjugate matched).
- Антени правильно розміщенні і мають однакову поляризацію.
- Смуга пропускання є достатньо вузькою, щоб це можна було вважати одним значенням довжини хвилі.

Ідеальні умови майже ніколи не є досяжними при звичайних комунікаціях на поверхні Землі, через перешкоди, відбиття сигналу від будівель, і найважливіше відбиття від поверхні землі. Випадок, коли рівняння є достатньо точним це супутниковий зв'язок де можна вважати не значним поглинання атмосферою; іншим випадком є безлунна камера, що спеціально побудована так аби мінімізувати відбиття сигналів.

## Модифікації базового рівняння
Ефекти невідповідності імпедансу, не точна відповідність направлення антен і поляризації, і поглинання можуть додаватися включенням додаткових факторів; наприклад:
{\displaystyle {\frac {P_{r}}{P_{t}}}=G_{t}(\theta _{t},\phi _{t})G_{r}(\theta _{r},\phi _{r})\left({\frac {\lambda }{4\pi R}}\right)^{2}(1-|\Gamma _{t}|^{2})(1-|\Gamma _{r}|^{2})|\mathbf {a} _{t}\cdot \mathbf {a} _{r}^{*}|^{2}e^{-\alpha R}}
де
- {\displaystyle G_{t}(\theta _{t},\phi _{t})} коефіцієнт посилення антени, що передає в напрямку {\displaystyle (\theta _{t},\phi _{t})} в якому вона "бачить" приймаючу антену.
- {\displaystyle G_{r}(\theta _{r},\phi _{r})} коефіцієнт посилення приймаючої антени в напрямку {\displaystyle (\theta _{r},\phi _{r})} в якому вона "бачить" передаючу антену.
- {\displaystyle \Gamma _{t}} і {\displaystyle \Gamma _{r}} це коефіцієнти відбиття передаючої і приймаючої антен, відповідно
- {\displaystyle \mathbf {a} _{t}} і {\displaystyle \mathbf {a} _{r}} це вектори поляризації передаючої і приймаючої антен, відповідно, прийняті у відповідних напрямках.
- {\displaystyle \alpha } це коефіцієнт поглинання проміжного середовища.

На основі базового рівняння Фрііса також іноді робляться імпіричні розрахунки. Наприклад, в умовах міста існують сильні ефекти багатопроменевого поширення і в таких умовах не ясно чи існує пряма зона видимості, формула в наступній 'загальній' формі може використовуватися аби визначити 'усереднене' відношення потужності вхідного і вихідного сигналів:
{\displaystyle {\frac {P_{r}}{P_{t}}}\propto G_{t}G_{r}\left({\frac {\lambda }{R}}\right)^{n}}
де {\displaystyle n} визначається експериментально, і зазвичай знаходиться в діапазоні від 3 до 5, а {\displaystyle G_{t}} і {\displaystyle G_{r}} беруться такими, що є середнім ефективним посиленням антен. Однак, щоб отримати корисний результат для подальшого узгодження зазвичай необхідно застосовувати більш складні рівняння, такі як Модель Хата для міської місцевості.